# Al-Marja’ijja
Al-Marja’ijja – wieś w Syrii, w muhafazie Dajr az-Zaur. W 2004 roku liczyła 5627 mieszkańców.